# Walliser Bote
Der Walliser Bote, häufig auch nur als WB bezeichnet, ist eine Schweizer Tageszeitung. Sie ist die einzige Tageszeitung im deutschsprachigen Teil des Kantons Wallis und erscheint von Montag bis Samstag.

## Geschichte
Der 1840 erstmals gegründete Walliser Bote ist – wenn auch mit einem Unterbruch – die älteste Zeitung des Wallis. 1851 wurde der Walliser Bote wiederum in Sitten neu gegründet und erschien diesmal bis 1857 und dann von 1858 bis 1869 unter dem Namen Walliser Wochenblatt. Im Juli 1869 kehrte die Zeitung zum ursprünglichen Namen Walliser Bote zurück. 1932 übernahmen Klaus Mengis und seine im Vorjahr gegründete Druckerei die Herausgabe des Walliser Boten. Drei Jahre später wurde die Erscheinungsweise auf drei Ausgaben pro Woche ausgeweitet.
Die Fusion mit den liberalkonservativen Walliser Nachrichten 1961 war der Anfang des Aufstiegs zur dominierenden Zeitung im Oberwallis. Erst 1969 wurde sie mit sechs Ausgaben zur Tageszeitung. Auch wenn der Walliser Bote bis 1981 die Parteizeitung der Schwarzen (Katholisch-Konservative, später CVP) war, darf er bereits ab der 1971 erfolgten redaktionellen Umstrukturierung als «unabhängige Zeitung» bezeichnet werden. Doch auch nach dem am 18. November 1981 erfolgten Abschied vom Parteiblatt bleibt der Walliser Bote Publikationsorgan der CVP. 1979 wurde das Blatt erstmals vierfarbig gedruckt und ab 2003 die Frühzustellung eingeführt.
2018 übernahm der Oberwalliser Unternehmer Fredy Bayard die Aktienmehrheit der Mengis Druck und Verlags AG inklusive Walliser Boten und weiteren Medien. Im September 2020 wurde bekannt, dass die Vermarktung des Walliser Boten von der Goldbach Group übernommen wurde. Seit Dezember 2020 übernimmt der Walliser Bote überregionale Artikel von CH Media statt wie bisher von Keystone-SDA.

## Weitere Produkte
Von 2000 bis 2011 erschien alle 14 Tage das Magazin WB extra (Auflage: 36'851 Exemplare) als kostenlose Beilage zum Walliser Boten. 
Im Internet präsentierten sich der Walliser Bote und das WB extra seit November 2004 auf dem gemeinsamen Informations-Portal WB.online. Im Juli 2010 wurde WB.online in das neue Oberwalliser News-Portal 1815.ch integriert.
Das Oberwalliser Party-Portal Snaplife.ch wurde im Sommer 2009 vom Walliser Boten übernommen.